# Hämelbach
Der Hämelbach (auch Hämelbachgraben) ist ein rund 4,5 Kilometer langer, nordnordöstlicher und rechter Zufluss der Ilfis im oberen Emmental.

## Namen
Der Bach wird erstmals 1371 und 1470 als Hemmelbach und Hemelbach erwähnt. Als Hemmelbach wird er weiterhin 1543 in einer Urkunde, 1710 im March-Buch von Samuel Bodmer sowie 1747 im zehnten Band des Allgemeinen Helvetischen, Eydgenössischen, Oder Schweitzerischen Lexicon bezeichnet. In den Jahren 1472 und 1682 findet man in Urkunden den Namen Hämell bach.

## Geographie

### Verlauf
Der Hämelbach entspringt im Kanton Bern wenig unterhalb des Turners an dessen Nordwesthang auf etwa 1142 m ü. M.
Von hier aus fliesst er südwärts zwischen der Risisegg im Westen und dem Glicheberg im Osten. Er bildet die Grenze zwischen den Kantonen Bern und Luzern und mündet beim Weiler Hämelbach in die Ilfis.

### Einzugsgebiet
Das 4,1 km² grosse Einzugsgebiet des Hämelbachs liegt in den Luzerner Voralpen und wird durch ihn über die Ilfis, die Emme, die Aare und den Rhein zur Nordsee entwässert.
Es besteht zu 63,4 % aus bestockter Fläche, zu 34,2 % aus Landwirtschaftsfläche, zu 2,1 % aus Siedlungsfläche und zu 0,4 % aus unproduktiven Flächen.
Die Flächenverteilung
Die mittlere Höhe des Einzugsgebietes beträgt 991,4 m ü. M.

### Zuflüsse
In den Hämelbach münden 25 kurze und namenlose Bäche.

## Tourismus
Es wird berichtet, dass am Hämelbach Gold gewaschen wird.